# Sátiro Dias
Sátiro Dias is een gemeente in de Braziliaanse deelstaat Bahia. De gemeente telt 18.919 inwoners (schatting 2009).